# Rhynchostegium sellowii
Rhynchostegium sellowii är en bladmossart som beskrevs av Georg Friedrich von Jaeger 1878. Rhynchostegium sellowii ingår i släktet näbbmossor, och familjen Brachytheciaceae. Inga underarter finns listade i Catalogue of Life.